# Masterplan (urbanistica)
Il masterplan è un documento di indirizzo strategico che sviluppa un'ipotesi complessiva sulla programmazione di un territorio, individuando i soggetti interessati, le possibili fonti di finanziamento, gli strumenti e le azioni necessari alla sua attuazione.
È uno strumento volontario che è liberamente condiviso e approvato dai soggetti interessati, siano essi pubblici e /o privati, da attuarsi mediante una o più intese ed è caratterizzato da processi partecipativi che sanciscono la validità del suo contenuto ai fini economici e sociali per i cittadini dei territori interessati dal progetto di programmazione territoriale.
Non ha pertanto un valore prescrittivo intrinseco in quanto le azioni progettuali in esso contenute sono attuabili esclusivamente attraverso accordi fra i soggetti interessati e che possono essere modificati, di comune accordo, ogni volta che si ritenga necessario, poiché non è regolato da leggi.
Nei paesi di lingua anglofona è stato usato per interventi di pianificazione e programmazione territoriale, ad esempio: Shanghai(Post war master planning 1945-1949), Abu Dhabi Vision 2030 Master Plan,Columbia's Master Plan.

## Contenuti
Oltre a trattare di pianificazione e programmazione territoriale viene usato anche per azioni di programmazione settoriale, con particolare riferimento allo sviluppo dei sistemi di trasporto (es. "Master Plan della logistica", "Master Plan della portualità", "Master Plan del turismo" ecc.)e a complessi interventi di risanamento ambientale, consentendo di sviluppare strumenti strategici condivisi di politiche territoriali.

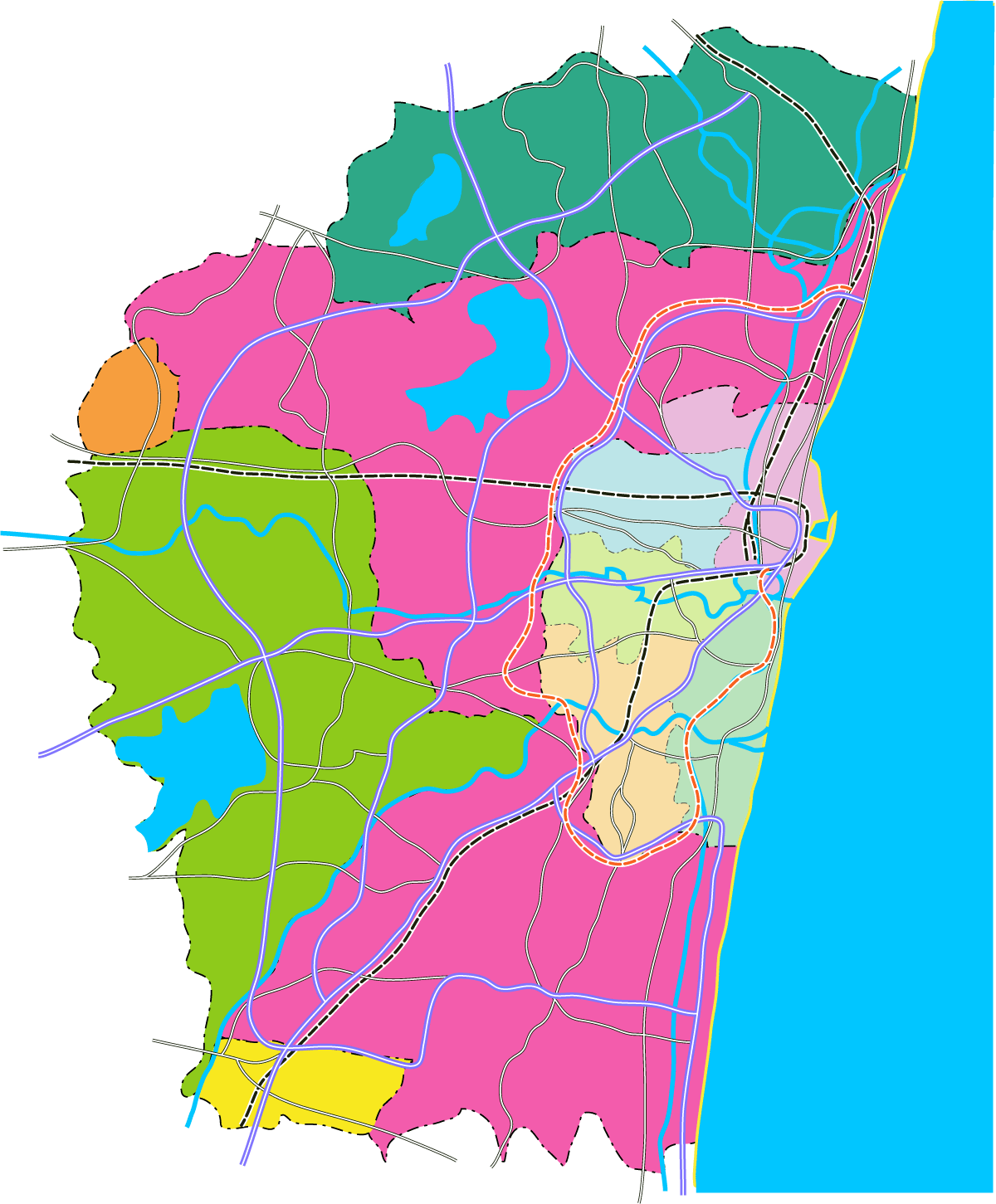
Esempio di piano generale per il trasporto ferroviario e stradale della megalopoli di Chennai in India

## Requisiti per l'attuazione
È necessario che le azioni progettuali siano coordinate fra loro sia in termini di contenuti sia di dimensioni temporali e a tal fine potranno essere sottoscritti appositi accordi quadro o un singolo accordo di programma fra gli attori. Singole azioni progettuali sono infatti attuabili purché coerenti con la visione strategica complessiva del Master Plan e secondo cronoprogrammi concordati fra le parti sottoscrittrici.
Il Master Plan a tal fine deve indicare i tempi per la sua attuazione, le risorse necessarie per sviluppare le singole azioni progettuali e i soggetti che devono farsi carico delle fasi realizzative degli interventi.
Si deve anche tener conto del contesto normativo in cui si opera e che varia non solo a livello di singoli Stati ma, nel caso dell'Italia, delle singole Regioni alle quali compete legiferare in materia di urbanistica e pianificazione territoriale.

## Rapporto tra Master Plan e strumenti di pianificazione territoriale e urbanistica
Il Master Plan è uno strumento di programmazione strategica che attua i programmi di sviluppo territoriale e precede la pianificazione territoriale e urbanistica, assumendo la dimensione temporale delle azioni necessarie al suo interno, finalizzata a definire una visione (assetto) al futuro di un territorio. Definisce un insieme di azioni che in esso trovano coerenza e che consentono di sviluppare progetti di pianificazione del territorio prima e di assetto urbanistico in seguito. In questo processo esso è una rappresentazione (un documento) degli orientamenti strategici per il futuro e di definizione a grandi linee della sequenza del conseguimento dei principali obiettivi nel tempo oltre che prevedere il loro coerente sviluppo.

## Fasi di sviluppo
La formazione del Master Plan si articola in tre parti: la fase analitico-interpretativa, la fase progettuale e la fase di gestione. La prima, che fa riferimento a un ambito individuato in via preliminare, consiste in un'analisi delle tematiche rilevanti presenti nel contesto considerato e finalizzata a evidenziare lo stato dei luoghi, le criticità e le potenzialità del territorio, le attività economiche presenti, il contesto sociale e le caratteristiche storico-culturali e ambientali. Nella seconda fase vengono definiti gli assi strategici di sviluppo ossia le strategie, i progetti e le azioni volte alla valorizzazione del sistema economico e del patrimonio culturale, sociale, ambientale, del paesaggio, per l'ambito considerato. La terza fase consiste “nell'animazione”, messa in opera e gestione delle azioni volte alla realizzazione del Master Plan. Essa comprende un processo complesso di integrazione con gli strumenti della pianificazione urbanistica e con i programmi finanziari approvati in accordo di programma o con altre forme di strumenti finanziari: un processo che prevede fasi di monitoraggio e di feedback. Presuppone l'adozione di una metodologia comune che permette a tutti gli attori del progetto di arrivare congiuntamente a definire l'assetto desiderato secondo indirizzi espressi e condivisi.
Considerato che il Master Plan è uno strumento volontario, la sua efficacia è determinata da un processo di democrazia partecipativa, supportato da adeguati strumenti di comunicazione che utilizzano un linguaggio semplice e diretto capace di rivolgersi a un numero elevato ed eterogeneo di soggetti.

## Attuazione
Esso per ogni azione contiene e specifica gli elementi che identificano l'oggetto dell'azione, il capofila che ha la responsabilità dell'attuazione, i partners associati, l'entità e le fonti finanziarie, i tempi di realizzazione. Essendo una procedura volontaria è necessario avviare forme di partenariato tra gli organismi istituzionali, gli attori privati, le associazioni e le comunità locali (rapporti strutturati tra stakeholders e shareholders) che si impegnano, ciascuno per le proprie competenze a rispettare e attuare il programma di azione. Il monitoraggio continuo delle fasi di attuazione consente di intervenire, in modo tempestivo ed efficace, introducendo le modifiche che si possono rendere necessarie nel corso di un processo complesso al fine di assicurare la coerenza dei risultati con gli obiettivi prefissi.

## Esempi
- Masterplan per la bonifica dei siti inquinati di Porto Marghera[5]
- Masterplan della città di Bolzano[6]